# FutureSex/LoveSound
„FutureSex/LoveSound” este un cântec înregistrat de către compozitorul și cântărețul american Justin Timberlake pentru al doilea lui album de studio, FutureSex/LoveSounds (2006). A fost scris și produs de Timberlake, Timbaland și Nate „Danja” Hills. Cântecul a fost produs după pauza de doi ani a lui Timberlake din industria muzicală. „FutureSex/LoveSound” are elemente din new wave și rock industrial. Cântecul a primit în general păreri diverse din partea criticilor muzicali. Unii au apreciat producția lui, alții criticând versurile simple. După lansarea albumului, „FutureSex/LoveSound” a ajuns pe locul al 13-lea în Billboard Bubbling Under Hot 100 Singles. A fost inclusă în lista de piese a lui Timberlake pentru al doilea lui turneu mondial, FutureSex/LoveShow (2007)

## Topuri
După lansarea albumului, FutureSex/LoveSound nu a intrat în topul ''Billboard'' Hot 100, dar a ajuns pe locul al 13-lea în Bubbling Under Hot 200 Singles.
| Topuri (2006)                                 | Poziție de top |
| --------------------------------------------- | -------------- |
| US Bubbling Under Hot 100 Singles (Billboard) | 13             |